# Bệnh nhiệt đới
Bệnh nhiệt đới là các bệnh thường gặp hoặc chỉ có ở các khu vực nhiệt đới hoặc cận nhiệt đới. Các bệnh này ít phổ biến hơn ở khí hậu ôn đới, một phần bởi ở đây số lượng côn trùng được kiểm soát khi chúng phải ngủ đông vào mùa lạnh. Tuy nhiên, nhiều bệnh nhiệt đới từng xuất hiện ở Bắc Âu và Bắc Mỹ trong thế kỷ 17 và 18 trước khi y học hiểu được nguyên nhân gây bệnh. Ban đầu, việc phát triển y học nhiệt đới được thúc đẩy chủ yếu nhằm bảo vệ sức khỏe của thực dân, điển hình là thực dân Anh ở Ấn Độ. Các côn trùng như muỗi và ruồi là trung gian truyền bệnh nhiệt đới phổ biến nhất. Chúng có thể mang trong mình một ký sinh trùng, vi trùng hoặc virus có khả năng gây bệnh cho người và động vật. Hầu hết bệnh nhiệt đới được truyền qua vết đốt của côn trùng. Phần lớn các bệnh được nhắc đến ở đây chưa có vắc-xin, và nhiều bệnh chưa có cách chữa. Sự khám phá các rừng mưa nhiệt đới, phá rừng và nhập cư cũng như sự gia tăng trong hoạt động du lịch đến các khu vực nhiệt đới đã và đang dẫn đến ngày càng nhiều ca bệnh nhiệt đới tại các nước ở ngoài khu vực này.

## Danh sách
- Balantidiasis
- Bệnh do virus Ebola
- Bệnh giun chỉ bạch huyết
- Bệnh giun Guinea
- Bệnh lỵ amip
- Bệnh mù do giun chỉ Onchocerca
- Bệnh sán máng
- Bệnh tả
- Bệnh trypanosoma
- Các bệnh nhiệt đới bị bỏ qua
- Bệnh Chagas
- Giun chỉ
- Loét Buruli
- Mắt hột
- Nhiễm ký sinh trùng Giardia
- Phong cùi
- Sốt Lassa
- Sốt rét
- Sốt Tây sông Nin
- Sốt thung lũng Rift
- Sử dụng thuốc hàng loạt
- Viêm não Nhật Bản
- Virus Ebola
- Virus Lassa
- Virus Marburg